# 3GPP
Dự án đối tác thế hệ thứ 3 (viết tắt tên tiếng Anh là 3GPP) là một sự hợp tác giữa các nhóm hiệp hội viễn thông, nhằm tạo ra một tiêu chuẩn kỹ thuật hệ thống điện thoại di động thế hệ thứ 3 (3G) áp dụng toàn cầu nằm trong dự án Viễn thông di động quốc tế-2000 của Liên minh Viễn thông Quốc tế (ITU). Các chỉ tiêu kỹ thuật của 3GPP được dựa trên các chỉ tiêu kỹ thuật của Hệ thống thông tin di động toàn cầu (GSM). 3GPP thực hiện chuẩn hóa kiến trúc Mạng vô tuyến, Mạng lõi và dịch vụ.
Các nhóm hợp tác tạo nên 3GPP là Viện các tiêu chuẩn viễn thông châu Âu (ETSI), Hiệp hội thương mại và công nghiệp vô tuyến/Ủy ban công nghệ viễn thông (ARIB/TTC) (Nhật Bản), Hiệp hội tiêu chuẩn truyền thông Trung Quốc (CCSA), Liên minh các giải pháp công nghiệp viễn thông (ATIS) (Bắc Mỹ) và Hiệp hội công nghệ viễn thông (TTA) (Hàn Quốc). Dự án được thành lập vào tháng 12 năm 1998.
Ngoài 3GPP, không nên nhầm lẫn với Dự án 2 đối tác thế hệ thứ 3 (3GPP2), tổ chứ 3GPP2 xác định các tiêu chuẩn cho công nghệ 3G khác dựa trên IS-95 (CDMA), thường gọi là CDMA2000.

## Các tiêu chuẩn
Các tiêu chuẩn của 3GPP được cấu trúc như các Phiên bản (Phát hành) (Release). Thảo luận của 3GPP do đó thường xuyên được tham chiếu tới chức năng trong 1 release này hoặc release khác.
| Phiên bản   | Phát hành       | Thông tin |
| ----------- | --------------- | --- |
| Giai đoạn 1 | 1992            | Các đặc tính của GSM |
| Giai đoạn 2 | 1995            | Các đặc tính của GSM, EFR Codec, |
| Release 96  | Quý 1-1997      | Các đặc tính của GSM, Tốc độ dữ liệu người dùng 14.4 kbit/s, |
| Release 97  | Quý 1-1998      | Các đặc tính của GSM, GPRS |
| Release 98  | 1998            | Các đặc tính của GSM, AMR, EDGE, GPRS cho PCS1900 |
| Release 99  | Quý 1-2000      | Quy định đầu tiên cho các mạng 3G UMTS, tích hợp một giao diện vô tuyến CDMA                                                                                             |
| Release 4   | Quý 2-2001      | Ban đầu gọi là Phiên bản 2000 - thêm các đặc tính bao gồm một mạng lõi toàn-IP                                                                                           |
| Release 5   | Quý 1-2002      | Giới thiệu IMS và HSDPA |
| Release 6   | Quý 4-2004      | Tích hợp hoạt động với các mạng Wireless LAN và thêm HSUPA, MBMS, tăng cường cho IMS như Bộ đàm qua mạng di động (PoC), GAN                                              |
| Release 7   | Quý 4-2007      | Tập trung vào việc giảm trễ, cải thiện QoS và các ứng dụng thời gian thực như VoIP. Chỉ tiêu kỹ thuật này cũng tập trung vào HSPA+ (Tiến hóa truy cập gói cao tốc), SIM. |
| Release 8   | Quý 4-2008      | Phiên bản LTE đầu tiên. Mạng toàn-IP (SAE). Giao diện vô tuyến mới dựa trên OFDMA, FDE và MIMO, không tương thích ngược với các giao diện CDMA.                          |
| Release 9   | Quý 4-2009      | SAES tăng cường, tương kết WiMAX và LTE/UMTS |
| Release 10  | Đang phát triển | LTE tiên tiến hoàn thành các yêu cầu của 4G IMT tiên tiến. Tương thích ngược với phiên bản 8 (LTE).                                                                      |
| Release 11  | Đang phát triển | Liên kết IP tiên tiến của các dịch vụ. Liên kết lớp dịch vụ giữa các nhà khai thác quốc tế cũng như các nhà cung cấp ứng dụng bên thứ ba.                                |
| Release 12  | Đang phát triển | Nội dung vẫn đang mở (đến tháng 5-2010). |

Mỗi phiên bản kết hợp với hàng trăm các tài liệu tiêu chuẩn riêng, mỗi tiêu chuẩn có thể đã được sửa đổi nhiều lần. Tiêu chuẩn 3GPP hiện nay kết hợp các bản sửa đổi mới nhất của các tiêu chuẩn GSM. Các kế hoạch 3GPP cho tương lai trên Release 7 đang được phát triển dưới tiêu đề Tiến hóa dài hạn ("LTE").
Các tài liệu có sẵn hoàn toàn miễn phí trên trang web của 3GPP. Trong khi các tiêu chuẩn 3GPP có thể gây bối rối cho những người mới, các tài liệu này khá đầy đủ và chi tiết, cung cấp cái nhìn sâu sắc cách nền công nghiệp di động tế bào làm việc ra sao. Chúng không chỉ trình bày phần vô tuyến ("Giao diện vô tuyến") và Mạng lõi, nhưng cũng có các thông tin hóa đơn và mã hóa giọng nói xuống mức mã nguồn. Các khía cạnh mật mã (như nhận thực, bảo mật) cũng được quy định chi tiết. 3GPP2 cũng thực hiện cung cấp các thông tin tương tự về hệ thống của mình.

## Triển khai
Các hệ thống 3GPP được triển khai ở hầu hết các thị trường GSM đã có sẵn. Chủ yếu là các hệ thống Release 99, nhưng vào năm 2006, mối quan tâm lớn dần về Truy cập gói đường xuống cao tốc (HSDPA) đã dẫn tới việc phát hành Release 5 và phiên bản hơn nữa. Từ năm 2005, các hệ thống 3GPP được triển khai trong các thị trường giống như các hệ thống của 3GPP2 (ví dụ, Bắc Mỹ). Các nhà bình luận công nghiệp luôn nghiên cứu về các hệ thống cạnh tranh, và kết quả thường không rõ ràng.